# Нильсен, Клаус (маунтинбайкер)
Клаус Нильсен (дат. Klaus Nielsen, род. 8 января 1980, Кёге, Роскилле) — датский профессиональный велогонщик, пятикратный чемпион Дании по маунтинбайку в кросс-кантри (2008, 2010, 2013) и кросс-кантри марафоне (2012, 2016).

## Карьера
С 2005 по 2008 год Нильсен тренировался и участвовал в профессиональных гонках за немецкую команду Team ALB-Gold Mountain Bike Team.
Вместе со своим товарищем по команде, Якобом Фульсангом, Нильсен квалифицировался в состав сборной Дании для участия в мужской гонке в дисциплине кросс-кантри на летних Олимпийских играх 2008 года в Пекине, получив от Международного союза велосипедистов (UCI) одно из двух мест для своей команды по результатам выступлений в первой десятке на этапах Кубка мира и Мировой серии по маунтинбайку. За один круг до финиша Нильсен не смог сохранить форму на протяжении 4,8 км сложной и коварной кросс-кантрийной трассы и сошёл с дистанции, заняв тридцать первое место.
Всего за свою карьеру Клаус Нильсен выиграл пять титулов чемпиона Дании в кросс-кантри и кросс-кантри марафоне.
В декабре 2012 года Клаус Нильсен открыл свой веломагазин в Кёге.

### Достижения

#### Велокросс
1993
32-й на Чемпионате мира
1995
30-й на Чемпионате мира
1997
42-й на Чемпионате мира, U23
1998
4-й на Чемпионате мира, U23
24-й на этапе Кубка мира в Херлене
30-й на этапе Кубка мира в Поншато
5-й на Гран-при страховой компании Axa
39-й на этапе Кубка мира в Сольбьяте-Олона
1999
Чемпионат мира — не финишировал
47-й на этапе Кубка мира в Зеддаме
Этап Кубка мира в Коксейде — не финишировал
Этап Кубка мира в Лёделанже — не финишировал
2000
41-й на этапе Кубка мира в Зеддаме
40-й на этапе Кубка мира в Калмтхауте
Этап Кубка мира в Лёделанже — не финишировал
Этап Кубка мира в Зафенвиле — не финишировал
2016
3-й на Чемпионате Дании
2019
Чемпионат Дании — не финишировал
2020
7-й на Чемпионате Дании

#### Маунтинбайк
1997
3-й на Чемпионате Дании среди юниоров, кросс-кантри
1998
 Чемпионат Дании среди юниоров, кросс-кантри
2001
2-й на Чемпионате Дании, кросс-кантри
2002
3-й на Чемпионате Дании, кросс-кантри
2006
3-й на Чемпионате Дании, кросс-кантри
2007
3-й на Чемпионате Дании, кросс-кантри
2008
 Чемпионат Дании, кросс-кантри
31-й на Олимпийских играх
2009
MTBliga.dk — Копенгаген
15-й на Bundesliga XCO
72-й на 2-м этапе Кубка мира
MTBliga.dk — Силькеборг
4-й этап Кубка мира — не финишировал
MTBliga.dk — Вайле
23-й на Bundesliga — Gonso Albstadt MTB Classic
12-й на Bundesliga XCO
20-й на Европейском континентальном чемпионате — XCO
46-й на Чемпионате Дании — XCO, кросс-кантри
20-й на Bundesliga XCO
Чемпионат мира — не финишировал
2010
 Чемпионат Дании, кросс-кантри
15-й на Cyprus Sunshine Cup, Ороклини
47-й на Cyprus Sunshine Cup — Afxentia 2010
Cyprus Sunshine Cup, Аматус—Агиос-Тихон — не финишировал
Shimanoliga.Dk
18-й на Internationale Frühjahrsklassiker
86-й на 1-м этапе Кубка мира
76-й на 2-м этапе Кубка мира
Heubacher Mountainbikefestival Bike The Rock — не финишировал
Shimanoliga.Dk, Marielundskoen
Shimanoliga.Dk, Хольстебро
2-й на Skullerudrittet
25-й на Европейском континентальном чемпионате — XCO
50-й на Чемпионате мира, кросс-кантри марафон
Shimanoliga.Dk, Geels Skov
2-й на Shimanoliga.Dk, Rold Skov
11-й на MTB Bundesliga / Bike Festival Saalhausen
2011
36-й на Cyprus Sunshine Cup — Afxentia
MTBliga.dk, Орхус
9-й на Int. MTB Bundesliga / Bike Festival Saalhausen
109-й на 3-м этапе Кубка мира, кросс-кантри
19-й на 3-м этапе Кубка мира, кросс-кантри элиминатор
MTBliga.dk, Варде
4-й на MTBliga.dk, Marielundskoen
3-й на Norway Nat XCO
3-й на GP Ravne Enduro Specialized
73-й на 5-м этапе Кубка мира
4-й на Чемпионате Дании, кросс-кантри
MTBliga.dk, Ольборг
81-й на Чемпионате мира
24-й на Heubacher Mountainbikefestival Bike The Rock
MTBliga.dk, Копенгаген
18-й на XCO Race Saalfelden
Alanya International MTB Cup
2012
 Чемпионат Дании, кросс-кантри марафон
Salcano MTB Cup
3-й на Andalucía Bike Race
1-й этап Кубка мира — не финишировал
2-й на MTBliga.dk, Орхус
24-й на 2-м этапе Кубка мира, кросс-кантри элиминатор
74-й на 2-м этапе Кубка мира, кросс-кантри
13-й на Ötztaler Mountainbike Festival
3-й на Belgacom Belgian Grand Prix MTB
MTBliga.dk, Коллинг
107-й на 4-м этапе Кубка мира
MTBliga.dk, Силькеборг
2-й на MTBliga.dk, Варде
9-й на Int. MTB Bundesliga / Bike Festival Saalhausen
6-й на MTBliga.dk, Копенгаген
2013
2-й SRAMLIGA — XCO, Силькеборг
SRAMLIGA — XCO, Варде
 Чемпионат Дании, кросс-кантри
SRAMLIGA, Вайле
6-й этап Кубка мира — не финишировал
2014
6-й на SRAMLIGA, Варде
3-й на SRAMLIGA, Виборг
SRAMLIGA, Нествед
3-й на Чемпионате Дании, кросс-кантри
5-й на SRAMLIGA, Коллинг
2-й на SRAMLIGA, Хольте
2015
3-й на SRAMLiga, Виборг
11-й SRAMLiga, Коллинг
5-й на Vargarda CK MTB
4-й на Чемпионате Дании, кросс-кантри
15-й на SRAMLiga + UCI Junior Series XCO, Нествед
8-й на Horten XCO, Хортен
3-й на Horten XCO, Хортен
2016
14-й на Costa Blanca Bike Race
7-й на SRAMLiga, Хаммель
Европейский континентальный чемпионат — не финишировал
5-й на SRAMLiga, Нествед
SRAMLiga, Варде
 Чемпионат Дании, кросс-кантри марафон
3-й на Чемпионате Дании, кросс-кантри
3-й на Alingsås MTB Challenge XCO
4-й на Allingsås MTB Challenge XCM
SRAMLiga, Хольте
5-й на SRAMLiga, Вайле
2017
2-й на SRAMLiga 2, Копенгаген
2-й на SRAMLiga #3, Варде
2-й на Чемпионате Дании, кросс-кантри
38-й на Европейском континентальном чемпионате
SRAMLiga #4, Силькеборг — не финишировал
8-й на SRAMLiga #5, Вайле
2018
5-й на MTBliga #3, Варде
5-й на Чемпионате Дании, кросс-кантри
9-й на Kolding Race Day’s powered by SRAM
3-й на MTBliga #5, Копенгаген
2019
4-й на MTBliga #1, Хольте
30-й на Чемпионате Дании, кросс-кантри
5-й на Race Days Kolding powered by SRAM
3-й на MTBliga #3, Ольборг
4-й на MTBliga #4, Копенгаген
2020
30-й на Чемпионате Дании, кросс-кантри марафон
Чемпионат Дании, кросс-кантри — не финишировал
2021
8-й на MTB liga #1, Варде
9-й на Чемпионате Дании, кросс-кантри
Shimano MTB Liga — Powered by Allbike #2 — не финишировал
6-й на Shimano MTB Liga — Powered By Allbike #3
4-й на Shimano MTB Liga — Powered by Allbike #4
Shimano MTB Liga — Powered by Allbike #5 — не финишировал
2022
8-й на Shimano MTB Liga #2, Роскилле
14-й на Shimano MTB Liga #3, Раннерс
3-й на Shimano MTB Liga #4, Варде
9-й на Чемпионате Дании, кросс-кантри
8-й на Shimano MTB Liga #5, Хольте
4-й на Чемпионате Дании, кросс-кантри марафон
8-й на Shimano MTB Liga #6, Хольте
2023
6-й на Shimano Mtb Liga #2, Роскилле
9-й на Чемпионате Дании, кросс-кантри шорт-трек
5-й на Чемпионате Дании, кросс-кантри
2-й на Shimano Mtb Liga #3, Варде
2024
12-й на Shimano MTB Liga #1, Хольте
11-й на Shimano MTB Liga #2, Силькеборг
12-й на Shimano MTB Liga #3, Рольд

#### Шоссе
2002
3-й на Ritter Classic